# Girl on Fire (álbum)
Girl on Fire —en español: 'Chica en llamas'— es el quinto álbum de estudio de la artista estadounidense Alicia Keys. El álbum, que fue lanzado el 22 de noviembre de 2012, es la liberación de Alica Keys por primera vez con RCA Records tras la decisión de Sony Music Entertainment para cerrar J Records durante una reorganización de la empresa. Girl on Fire fue concebido poco después del matrimonio de Alicia Keys con el productor y rapero Swizz Beatz, así como del nacimiento de su primer hijo Egypt.
El álbum debutó en el número uno en los Estados Unidos en la lista Billboard 200, registrando en la primera semana ventas por 159 000 copias, convirtiéndose en su quinto álbum número uno en ese país. Fue promovido con dos sencillos individuales, incluyendo la canción principal, que llegó al puesto once en el Billboard Hot 100. Tras su lanzamiento, Girl on Fire recibió críticas generalmente positivas de los especialistas en música.

## Lista de canciones
| N.º | Título                                             | Escritor(es)                                                                    | Producer(s)                      | Duración |  |
| 1.  | «De Novo Adagio (Intro)»                           |                                                                                 |                                  | 1:19     |  |
| 2.  | «Brand New Me»                                     | Alicia Keys, Emeli Sandé                                                        | Keys                             | 3:53     |  |
| 3.  | «When It's All Over»                               | Keys, John Stephens, Stacy Barthe                                               | Keys, Jamie Smith                | 4:34     |  |
| 4.  | «Listen to Your Heart»                             | Keys, Stephens                                                                  | Keys, Rodney "Darkchild" Jerkins | 3:46     |  |
| 5.  | «New Day»                                          | Keys, Kasseem Dean, Trevor Lawrence Jr., Andre Brissett, Amber "Sevyn" Streeter | Swizz Beatz, Dr. Dre             | 4:02     |  |
| 6.  | «Girl on Fire» (featuring Nicki Minaj)             | Keys, Salaam Remi, Jeff Bhasker, Onika Tanya Maraj, Billy Squier                | Keys, Bhasker, Salaam Remi       | 4:30     |  |
| 7.  | «Fire We Make» (duet with Maxwell)                 | Keys, Andrew "Pop" Wansel, Warren "Oak" Felder, Gary Clark, Jr.                 | Keys, Andrew "Pop" Wansel, Oak   | 5:21     |  |
| 8.  | «Tears Always Win»                                 | Keys, Bhasker, Bruno Mars, Philip Lawrence                                      | Keys, Bhasker                    | 3:59     |  |
| 9.  | «Not Even the King»                                | Keys, Sandé                                                                     | Keys                             | 3:07     |  |
| 10. | «That's When I Knew»                               | Keys, Kenny Edmonds, Antonio Dixon                                              | Babyface, Dixon                  | 4:05     |  |
| 11. | «Limitedless»                                      | Keys, Felder, Wansel, Streeter, Barthe                                          | Keys, Andrew "Pop" Wansel, Oak   | 3:57     |  |
| 12. | «One Thing»                                        | Keys, Frank Ocean, James Ho                                                     | Malay                            | 4:08     |  |
| 13. | «101» (includes hidden outro which begins at 4:29) | Keys, Sandé                                                                     | Keys                             | 6:29     |  |

| Japan bonus tracks |                                    |                             |                            |          |  |
| N.º                | Título                             | Escritor(es)                | Producer(s)                | Duración |  |
| 14.                | «Girl on Fire (Main Version)»      | Keys, Remi, Bhasker, Squier | Keys, Bhasker, Salaam Remi | 3:44     |  |
| 15.                | «Girl on Fire (Bluelight Version)» | Keys, Remi, Bhasker         | Keys, Bhasker, Salaam Remi | 4:22     |  |